# Nadeschda-Straße
Die Nadeschda-Straße (russisch Пролив Надежды) ist eine Meeresstraße zwischen den beiden Kurilen-Inseln
Matua im Norden und Rasschua im Süden. Sie verbindet das Ochotskische Meer mit dem Pazifischen Ozean. Ihre Breite beträgt 28 km.
Sie wurde nach der russischen Handelsfregatte Nadeschda benannt.